# Huillé-Lézigné
Huillé-Lézigné község Franciaország Loire mente régiójában, Maine-et-Loire megyében. Új községként 2019. január 1-jén jött létre Lézigné és Huillé község egyesítésével. A korábbi községek egyesülésekor az új község lélekszáma 1344 fő lett. Lakosainak száma 1304 fő (2022. január 1.).

## Népesség
| Lakosok száma | 1322 | 1318 | 1315 | 1318 | 1311 | 1304 |
|               | 2017 | 2018 | 2019 | 2020 | 2021 | 2022 |